# Сорок восемь часов
«Сорок восемь часов» (англ. 48 Hrs.) — американский художественный кинофильм, снятый Уолтером Хиллом, вышедший в 1982 году. Роль Рэджи Хаммонда стала дебютной для Эдди Мёрфи. Фильм снят в штате Калифорния, в частности, в Сан-Франциско и Лос-Анджелесе. Съёмки проходили в 1981 году. Звук — Dolby Stereo. В России фильм показан 1 декабря 1996 года на ОРТ.

## Сюжет
Полицейский Джек Кейтс (Ник Нолти) охотится за бежавшим из тюрьмы бандитом-психопатом Альбертом Ганзом (Джеймс Ремар), который, в свою очередь, охотится за парнем, знающим, где лежит крупная сумма денег — добыча ограбления. Чтобы выйти на след убийцы, Джек вытаскивает из тюрьмы на сорок восемь часов говорливого чернокожего совладельца этой суммы Рэджи Хаммонда (Эдди Мёрфи), который никак не хочет, чтобы его сообщник лишился этих долларов. Так полицейский и уголовник становятся на какое-то время напарниками…

## В ролях
- Ник Нолти — Джек Кейтс
- Эдди Мёрфи — Рэджи Хаммонд
- Джеймс Ремар — Альберт Ганц
- Сонни Лэндэм — Билли «Медведь»
- Дэвид Патрик Келли — Лютер
- Фрэнк МакРей — капитан Хэддан
- Аннетт О’Тул — Элейн
- Брайон Джеймс — сержант Бен Кехо
- Джонатан Бэнкс — детектив Олгрен
- Дениз Кросби — Салли
- Оливия Браун — Сэнди
- Питер Джейсон — бармен-ковбой

## Отзывы
Сергей Кудрявцев в книге «3500 кинорецензий» так пишет о фильме:
«Один из наиболее удачных фильмов, рассказывающих в жанре комедии о схватке между полицейскими и преступниками. Сочетание энергичного развития действия с комическими ситуациями, трюками и гэгами привело к созданию необычного жанра, который можно назвать комическим боевиком. Яркий талант тогда всего лишь 21-летнего чернокожего актёра Эдди Мёрфи, пришедшего в кинематограф, как и большинство американских комиков, из шоу и комедийных телепередач, проявился в его дебютной ленте, пожалуй, с наибольшим блеском. В истории сан-францисского полицейского Джека Кейтса, который должен только за 48 часов найти с помощью освобождённого под честное слово проходимца Рэджи Хэммонда сбежавшего из тюрьмы бандита, безусловно, солирует Мёрфи в роли этого самого „вольноотпущенного“ — как будто это его личный бенефис, хотя в титрах новичок в кино закономерно указан вторым по счёту»…

## Видеоиздания
В 1983 году в США фильм был выпущен на VHS-носителях компанией «Paramount Video». В Британии, Европе, Японии, Австралии и других странах фильм выпускался на VHS другой видеокомпанией «CIC Video» с разными дубляжами. В СССР с 1983 года фильм полулегально распространялся на видеокассетах в одноголосых переводах Алексея Михалёва, Андрея Гаврилова, Леонида Володарского, Василия Горчакова и других.

## Ремейк
В декабре 2017 года было объявлено, что киностудия Paramount снимет ремейк фильма «48 часов». Режиссёрами назначены братья Джош и Бенни Сафди, авторы криминальной драмы «Хорошее время».